# Aptesis atrox
Aptesis atrox là một loài tò vò trong họ Ichneumonidae.